# Ilona Korstin
Ilona Kaljoevna Korstin (Russisch: Илона Кальювна Корстин) (Leningrad, 30 mei 1980) is een voormalig Russische basketbalspeelster, die speelde voor het nationale team van Rusland.

## Carrière
Ze begon haar carrière bij Force-Majeure Sint-Petersburg in 1996. Na een jaar maakte ze de overstap naar CJM Bourges Basket in Frankrijk. Ze werd twee keer kampioen van Frankrijk. In 2003 stapte ze over naar VBM-SGAU Samara in Rusland. Daar werd ze drie keer kampioen. In 2009 ging ze spelen voor Spartak Oblast Moskou Vidnoje in Rusland. In 2011 tekende ze een contract bij Beşiktaş in Turkije. Na financiële problemen bij de club ging ze halverwege 2012 naar Halcon Avenida Salamanca in Spanje. Aan het begin van het seizoen 2012/13 keerde ze terug naar Rusland om te spelen voor Dinamo Moskou. Ze won met dat team de EuroCup Women. Ze speelde ook in 2001 in de WNBA bij de Phoenix Mercury. Kreeg de Medaille voor het dienen van het Moederland in 2009 en de onderscheiding Meester in de sport van Rusland. Op 16 juli 2013 kondigde ze aan om te stoppen met basketbal. Korstin is nu CEO bij de VTB United League.

## Erelijst
- Landskampioen Rusland: 3
  - Winnaar: 2004, 2005, 2006
  - Tweede: 2010, 2011
- Bekerwinnaar Rusland: 3
  - Winnaar: 2004, 2006, 2007
- Landskampioenschap Frankrijk: 2
  - Winnaar: 1999, 2000
  - Runner-up: 2001, 2003
- Coupe de France:
  - Runner-up: 2002
- EuroLeague Women: 3
  - Winnaar: 2001, 2005, 2010
  - Runner-up: 2000, 2006, 2011
- EuroCup Women: 1
  - Winnaar: 2013
- FIBA Europe SuperCup Women: 2
  - Winnaar: 2009, 2010
- Olympische Spelen:
  - Brons: 2004, 2008
- Wereldkampioenschap:
  - Zilver: 2002, 2006
- Europees Kampioenschap: 3
  - Goud: 2003, 2007, 2011
  - Zilver: 2001, 2005, 2009